# Trichrysis pellucida
Trichrysis pellucida (лат.) — вид ос-блестянок рода Trichrysis из подсемейства Chrysidinae.

## Распространение
Китай (Ляонин, Внутренняя Монголия, Хэбэй, Пекин, Хунань); Ближний Восток и российский Дальний Восток.

## Описание
Длина тела 9,0—10,0 мм. Ярко-окрашенные металлически блестящие осы. Тело тёмно-синее до фиолетового; редко тёмно-зелёное с черноватыми участками. Стебель от синего до фиолетового, педицель и жгутик чёрные. Тегула черновато-коричневая, частично с металлическими отблесками. Ноги голубовато-зелёные с черновато-коричневыми голенями, без металлических отблесков или с иногда со слабым отражением. Стерниты зеленовато-голубые. Задний край третьего тергита брюшка с 3 небольшими широкими зубцами. Сходен с видом Trichrysis yuani, но может быть легко отделён от последнего по окраске и размеру: тело тёмно-синее до фиолетового, или иногда тёмно-зелёное с голубоватыми участками; вершина тергита T3 с острым срединным зубцом; более крупный размер тела.